# PEC Zwolle in het seizoen 1975/76
Het seizoen 1975/1976 was het 65e jaar in het bestaan van de Zwolse voetbalclub PEC Zwolle. De club kwam uit in de Eerste divisie en nam ook deel aan het toernooi om de KNVB beker.

## Wedstrijdstatistieken

### Oefenduels
| Datum + plaats        | Wedstrijd                                    | Uitslag       | Scoreverloop                 |
| --------------------- | -------------------------------------------- | ------------- | ---------------------------- |
| 4 november 1975 Zeist | Nederlands amateurvoetbalelftal – PEC Zwolle | 2 – 5 (? – ?) | Van der Horst (2x); Onbekend |

### Eerste divisie
| 1e speelronde | PEC Zwolle                                                                         | 0 – 1 (0 – 0) | FC Groningen                             | Opstelling PEC Zwolle: |
| 17 augustus 1975 Aanvangstijd: --:-- uur Plaats: Zwolle Oosterenkstadion Toeschouwers: 6.500 Scheidsrechter: Mulder                      |                                                                                    |               | 72' Joop Molendijk                       | |
| 2e speelronde | Helmond Sport                                                                      | 1 – 0 (0 – 0) | PEC Zwolle                               | Opstelling PEC Zwolle: |
| 20 augustus 1975 Aanvangstijd: --:-- uur Plaats: Helmond Stadion De Braak Toeschouwers: 3.000 Scheidsrechter: Jonker                     | Louis Burhenne (pen) 85'                                                           |               |                                          | |
| 3e speelronde | Volendam                                                                           | 2 – 2 (0 – 1) | PEC Zwolle                               | Opstelling PEC Zwolle: |
| 24 augustus 1975 Aanvangstijd: --:-- uur Plaats: Volendam Krasstadion Toeschouwers: 3.000 Scheidsrechter: Klopper                        | Wim Kwakman 66' Dick Bond 85'                                                      |               | 42' René IJzerman 88' Ben Hendriks       | |
| 4e speelronde | PEC Zwolle                                                                         | 0 – 1 (0 – 0) | FC Den Bosch '67                         | Opstelling PEC Zwolle: |
| 27 augustus 1975 Aanvangstijd: --:-- uur Plaats: Zwolle Oosterenkstadion Toeschouwers: 3.100 Scheidsrechter: De Bruin                    |                                                                                    |               | 83' (pen) Wim Vissers                    | |
| 5e speelronde | PEC Zwolle                                                                         | 2 – 0 (2 – 0) | SC Amersfoort                            | Opstelling PEC Zwolle: |
| 31 augustus 1975 Aanvangstijd: --:-- uur Plaats: Zwolle Oosterenkstadion Toeschouwers: 2.500 Scheidsrechter: Van Ooijen                  | Cees van Slooten 12' Cees van Slooten (pen) 39'                                    |               |                                          | |
| 6e speelronde | Fortuna SC                                                                         | 2 – 0 (0 – 0) | PEC Zwolle                               | Opstelling PEC Zwolle: |
| 14 september 1975 Aanvangstijd: --:-- uur Plaats: Sittard De Baandert Toeschouwers: 5.000 Scheidsrechter: Berrevoets                     | Dick Hoogmoed 55' Joop Titaley 86'                                                 |               |                                          | |
| 7e speelronde | PEC Zwolle                                                                         | 3 – 2 (1 – 0) | FC Dordrecht                             | Opstelling PEC Zwolle: |
| 21 september 1975 Aanvangstijd: --:-- uur Plaats: Zwolle Oosterenkstadion Toeschouwers: 3.000 Scheidsrechter: Vervoort                   | Ben Hendriks 21' Jan Verheijen 68' Cees van Slooten 80'                            |               | 69' Karel Snijders 89' Joop Warner       | |
| 8e speelronde | Vitesse                                                                            | 0 – 2 (0 – 0) | PEC Zwolle                               | Opstelling PEC Zwolle: |
| 28 september 1975 Aanvangstijd: --:-- uur Plaats: Arnhem Nieuw-Monnikenhuize Toeschouwers: 5.000 Scheidsrechter: Wellinga                |                                                                                    |               | 69' Cees van Slooten 87' Jan Verheijen   | |
| 9e speelronde | PEC Zwolle                                                                         | 2 – 1 (1 – 0) | SC Cambuur                               | Opstelling PEC Zwolle: |
| 5 oktober 1975 Aanvangstijd: --:-- uur Plaats: Zwolle Oosterenkstadion Toeschouwers: 4.500 Scheidsrechter: Henk Weerink                  | Cees van Slooten (pen) 44' Cees van Slooten 48'                                    |               | 63' Jaap Zwaan                           | |
| 10e speelronde | SVV                                                                                | 1 – 1 (0 – 0) | PEC Zwolle                               | Opstelling PEC Zwolle: |
| 19 oktober 1975 Aanvangstijd: --:-- uur Plaats: Schiedam Sportpark Harga Toeschouwers: 2.000 Scheidsrechter: Hoppenbrouwer               | Robert Korengevel 60'                                                              |               | 78' Freek Schutten                       | |
| 11e speelronde | SC Heracles '74                                                                    | 1 – 0 (1 – 0) | PEC Zwolle                               | Opstelling PEC Zwolle: |
| 26 oktober 1975 Aanvangstijd: --:-- uur Plaats: Almelo Gemeentelijk Sportpark Bornsestraat Toeschouwers: 3.200 Scheidsrechter: Ettekoven | Paul Kerlin 11'                                                                    |               |                                          | |
| 12e speelronde | PEC Zwolle                                                                         | 1 – 1 (0 – 1) | SC Veendam                               | Opstelling PEC Zwolle: |
| 2 november 1975 Aanvangstijd: --:-- uur Plaats: Zwolle Oosterenkstadion Toeschouwers: 4.000 Scheidsrechter: Bep Thomas                   | Yuri Banhoffer 55'                                                                 |               | 44' Bert Wierenga                        | |
| 13e speelronde | Haarlem                                                                            | 2 – 1 (2 – 1) | PEC Zwolle                               | Opstelling PEC Zwolle: |
| 9 november 1975 Aanvangstijd: --:-- uur Plaats: Haarlem Haarlemstadion Toeschouwers: 4.500 Scheidsrechter: Ram                           | Cor Pot 9' Piet van den Berg 23'                                                   |               | 7' Yuri Banhoffer                        | |
| 14e speelronde | PEC Zwolle                                                                         | 3 – 1 (2 – 0) | FC VVV                                   | Opstelling PEC Zwolle: |
| 16 november 1975 Aanvangstijd: --:-- uur Plaats: Zwolle Oosterenkstadion Toeschouwers: 5.000 Scheidsrechter: Mulder                      | René IJzerman 12' Ben Hendriks 28' Jan Hendriksen 72'                              |               | 82' Stefan Kurcinac                      | |
| 15e speelronde | Wageningen                                                                         | 1 – 1 (0 – 1) | PEC Zwolle                               | Opstelling PEC Zwolle: |
| 23 november 1975 Aanvangstijd: --:-- uur Plaats: Wageningen Stadion de Wageningse Berg Toeschouwers: 6.000 Scheidsrechter: Pijper        | Jan Groenendijk 51'                                                                |               | 41' Yuri Banhoffer                       | |
| 16e speelronde | FC Vlaardingen '74                                                                 | 1 – 2 (1 – 0) | PEC Zwolle                               | Opstelling PEC Zwolle: |
| 30 november 1975 Aanvangstijd: --:-- uur Plaats: Vlaardingen Floreslaan Toeschouwers: 2.000 Scheidsrechter: Henk Weerink                 | Jan Roodbol 43'                                                                    |               | 70' Yuri Banhoffer 83' Cees van Slooten  | |
| 17e speelronde | Willem II                                                                          | 2 – 2 (0 – 1) | PEC Zwolle                               | Opstelling PEC Zwolle: |
| 21 december 1975 Aanvangstijd: --:-- uur Plaats: Tilburg Gemeentelijk Sportpark Tilburg Toeschouwers: 3.500 Scheidsrechter: Jonker       | Bud Brocken 55' Charles Schutter 75'                                               |               | 28' Yuri Banhoffer 83' Cees van Slooten  | |
| 18e speelronde | PEC Zwolle                                                                         | 0 – 0         | Wageningen                               | Opstelling PEC Zwolle: |
| 4 januari 1976 Aanvangstijd: --:-- uur Plaats: Zwolle Oosterenkstadion Toeschouwers: 4.500 Scheidsrechter: Hoppenbrouwer                 |                                                                                    |               |                                          | |
| 19e speelronde | PEC Zwolle                                                                         | 3 – 0 (1 – 0) | Helmond Sport                            | Opstelling PEC Zwolle: |
| 11 januari 1976 Aanvangstijd: --:-- uur Plaats: Zwolle Oosterenkstadion Toeschouwers: 2.500 Scheidsrechter: Wellinga                     | Yuri Banhoffer 30' Ben Hendriks 56' Ben Hendriks 80'                               |               |                                          | |
| 20e speelronde | FC Den Bosch '67                                                                   | 0 – 1 (0 – 1) | PEC Zwolle                               | Opstelling PEC Zwolle: |
| 18 januari 1976 Aanvangstijd: --:-- uur Plaats: 's-Hertogenbosch Stadion De Vliert Toeschouwers: 2.500 Scheidsrechter: Pijper            |                                                                                    |               | 20' Jan Verheijen                        | |
| 21e speelronde | FC Groningen                                                                       | 1 – 1 (1 – 0) | PEC Zwolle                               | Opstelling PEC Zwolle: |
| 25 januari 1976 Aanvangstijd: 14:30 uur Plaats: Groningen Stadion Oosterpark Toeschouwers: 7.500 Scheidsrechter: Boosten                 | Cas Janssens 41'                                                                   |               | 71' Jan Hendriksen                       | |
| 22e speelronde | PEC Zwolle                                                                         | 3 – 1 (0 – 1) | Fortuna SC                               | Opstelling PEC Zwolle: |
| 15 februari 1976 Aanvangstijd: --:-- uur Plaats: Zwolle Oosterenkstadion Toeschouwers: 4.100 Scheidsrechter: De Bruin                    | Rinus Israël 61' Ben Schubert 66' Jan Veenstra 71'                                 |               | 31' Dick Hoogmoed                        | |
| 23e speelronde | FC Dordrecht                                                                       | 0 – 0         | PEC Zwolle                               | Opstelling PEC Zwolle: |
| 22 februari 1976 Aanvangstijd: --:-- uur Plaats: Dordrecht Oosterenkstadion Toeschouwers: 3.500 Scheidsrechter: Oetelmans                |                                                                                    |               |                                          | |
| 24e speelronde | PEC Zwolle                                                                         | 1 – 1 (1 – 0) | Vitesse                                  | Opstelling PEC Zwolle: |
| 7 maart 1976 Aanvangstijd: --:-- uur Plaats: Zwolle Oosterenkstadion Toeschouwers: 4.000 Scheidsrechter: Van der Kroft                   | Yuri Banhoffer 43'                                                                 |               | 61' Henk (Charly) Bosveld                | |
| 25e speelronde | SC Cambuur                                                                         | 0 – 0         | PEC Zwolle                               | Opstelling PEC Zwolle: |
| 14 maart 1976 Aanvangstijd: --:-- uur Plaats: Leeuwarden Cambuurstadion Toeschouwers: 4.500 Scheidsrechter: Berrevoets                   |                                                                                    |               |                                          | |
| 26e speelronde | PEC Zwolle                                                                         | 2 – 1 (1 – 1) | Volendam                                 | Opstelling PEC Zwolle: |
| 21 maart 1976 Aanvangstijd: --:-- uur Plaats: Zwolle Oosterenkstadion Toeschouwers: 4.000 Scheidsrechter: Derks                          | Jan Verheijen 14' Jan Verheijen 66'                                                |               | 16' Klaas Kwakman                        | |
| 27e speelronde | SC Amersfoort                                                                      | 0 – 0         | PEC Zwolle                               | Opstelling PEC Zwolle: |
| 28 maart 1976 Aanvangstijd: --:-- uur Plaats: Amersfoort Sportpark Birkhoven Toeschouwers: 1.700 Scheidsrechter: Henk Weerink            |                                                                                    |               |                                          | |
| 28e speelronde | PEC Zwolle                                                                         | 4 – 0 (2 – 0) | SVV                                      | Opstelling PEC Zwolle: |
| 4 april 1976 Aanvangstijd: --:-- uur Plaats: Zwolle Oosterenkstadion Toeschouwers: 4.100 Scheidsrechter: Vervoort                        | Cees van Slooten 5' Cees van Slooten 41' Peter Gerards (pen) 55' Jan Verheijen 89' |               |                                          | |
| 29e speelronde | PEC Zwolle                                                                         | 1 – 1 (1 – 1) | SC Heracles '74                          | Opstelling PEC Zwolle: |
| 11 april 1976 Aanvangstijd: --:-- uur Plaats: Zwolle Oosterenkstadion Toeschouwers: 4.000 Scheidsrechter: Geurds                         | Jan Verheijen 7'                                                                   |               | 21' Nenad Tepavac                        | |
| 30e speelronde | Heerenveen                                                                         | 1 – 2 (1 – 0) | PEC Zwolle                               | Opstelling PEC Zwolle: |
| 17 april 1976 Aanvangstijd: --:-- uur Plaats: Heerenveen Sportpark Noord Toeschouwers: 3.000 Scheidsrechter: Cees de Bruin               | Willem Stegen 21'                                                                  |               | 58' Ben Hendriks 66' (pen) Peter Gerards | Gerards, Schutten, Israël, Schubert, Hamming, Hendriksen, Hendriks, IJzerman (Veenstra), Verheijen, Banhoffer, Van Slooten             |
| 31e speelronde | PEC Zwolle                                                                         | 4 – 1 (1 – 0) | Heerenveen                               | Opstelling PEC Zwolle: |
| 19 april 1976 Aanvangstijd: --:-- uur Plaats: Zwolle Oosterenkstadion Toeschouwers: 4.000 Scheidsrechter: Pijper                         | Ype Hamming 13' René IJzerman 47' Cees van Slooten 65' Cees van Slooten 85'        |               | 72' Piet Boskma                          | Gerards, Veenstra, Israël, Schubert, Hamming, Hendriksen, Hendriks (Van Renswouw), IJzerman, Verheijen (Lukac), Banhoffer, Van Slooten |
| 32e speelronde | PEC Zwolle                                                                         | 1 – 1 (1 – 1) | Willem II                                | Opstelling PEC Zwolle: |
| 24 april 1976 Aanvangstijd: --:-- uur Plaats: Zwolle Oosterenkstadion Toeschouwers: 4.100 Scheidsrechter: Draaisma                       | Rinus Israël 37'                                                                   |               | 2' Henk van Rooij                        | |
| 33e speelronde | FC VVV                                                                             | 3 – 1 (1 – 0) | PEC Zwolle                               | Opstelling PEC Zwolle: |
| 2 mei 1976 Aanvangstijd: --:-- uur Plaats: Venlo De Koel Toeschouwers: 8.600 Scheidsrechter: Beukman                                     | Eddy Beckers 12' Stefan Kurcinac 79' Albert van der Weide 88'                      |               | 64' Jan Hendriksen                       | |
| 34e speelronde | PEC Zwolle                                                                         | 2 – 2 (0 – 2) | Haarlem                                  | Opstelling PEC Zwolle: |
| 9 mei 1976 Aanvangstijd: --:-- uur Plaats: Zwolle Oosterenkstadion Toeschouwers: 4.000 Scheidsrechter: Henk Weerink                      | Cees van Slooten 76' Yuri Banhoffer 82'                                            |               | 3' Piet van den Berg 20' Gerrie Kleton   | |
| 35e speelronde | SC Veendam                                                                         | 1 – 0 (0 – 0) | PEC Zwolle                               | Opstelling PEC Zwolle: |
| 16 mei 1976 Aanvangstijd: 14:30 uur Plaats: Veendam De Langeleegte Toeschouwers: 3.100 Scheidsrechter: Van Ooijen                        | Wim Swart 57'                                                                      |               |                                          | |
| 36e speelronde | PEC Zwolle                                                                         | 3 – 1 (0 – 0) | FC Vlaardingen '74                       | Opstelling PEC Zwolle: |
| 23 mei 1976 Aanvangstijd: --:-- uur Plaats: Zwolle Oosterenkstadion Toeschouwers: 1.700 Scheidsrechter: Gerrit Berrevoets                | Ype Hamming 55' Jan Verheijen 69' Ype Hamming 87'                                  |               | 80' Cees Bouman                          | |

### KNVB beker
| 1e ronde                                                                                                | Heerenveen                                                 | 0 – 2 (0 – 1) | PEC Zwolle                            | Opstelling PEC Zwolle: |
| 7 september 1975 Plaats: Heerenveen Sportpark Noord Toeschouwers: 4.000 Scheidsrechter: Bart Ram        |                                                            |               | 34' Yuri Banhoffer 75' Yuri Banhoffer | Gerards, Drost, Hendriks, Schutten, Hamming, Hendriksen, Bajac, Van 't Land, Van Slooten, Verheijen, Banhoffer                     |
| 2e ronde                                                                                                | FC Dordrecht                                               | 0 – 1 (0 – 0) | PEC Zwolle                            | Opstelling PEC Zwolle: |
| 12 oktober 1975 Plaats: Dordrecht Stadion Krommedijk Toeschouwers: 1.500 Scheidsrechter: Bouke Draaisma |                                                            |               | 77' Tjeerd van 't Land                | Gerards, Veenstra, Hendriks, Schubert, Hamming, Hendriksen, Van 't Land (Bajac), IJzerman, Verheijen, Banhoffer, Van Slooten       |
| 3e ronde                                                                                                | SVV                                                        | 0 – 2 (0 – 1) | PEC Zwolle                            | Opstelling PEC Zwolle: |
| 7 december 1975 Plaats: Schiedam Sportpark Harga Toeschouwers: 3.000 Scheidsrechter: Henk Klopper       |                                                            |               | 25' Ben Hendriks 70' Jan Veenstra     | Gerards, Drost, Israël, Schubert, Hamming, Hendriksen, Veenstra, Banhoffer, Verheijen, Hendriks, IJzerman                          |
| Kwartfinale                                                                                             | PEC Zwolle                                                 | 3 – 0 (1 – 0) | Ajax                                  | Opstelling PEC Zwolle: |
| 29 februari 1976 Plaats: Zwolle Oosterenkstadion Toeschouwers: 14.500 Scheidsrechter: Gerard Jonker     | Yuri Banhoffer 44' Klaas Drost 51' Peter Gerards (pen) 57' |               |                                       | Gerards, Drost, Israël, Schubert, Hamming, Hendriksen, Schutten, Hendriks, Banhoffer (Van 't Land), Verheijen, IJzerman            |
| Halve finale                                                                                            | Roda JC                                                    | 1 – 0 (0 – 0) | PEC Zwolle                            | Opstelling PEC Zwolle: |
| 10 maart 1976 Plaats: Nijmegen Goffertstadion Toeschouwers: 14.000 Scheidsrechter: Jan Keizer           | Dick Nanninga 88'                                          |               |                                       | Gerards, Drost, Schubert, Israël, Hamming, Hendriksen (Veenstra), Schutten, Hendriks, Verheijen, Banhoffer, IJzerman (Van 't Land) |

## Selectie en technische staf

### Selectie 1975/76
| Nr.           | Nat.                 | Naam               | Competitie | Competitie | Beker      | Beker      | Totaal     | Totaal     | Seizoen    | Vorige club             | Debuut     |            |            |            |
| Nr.           | Nat.                 | Naam               | W          |            | W          |            | W          |            | Seizoen    | Vorige club             | Debuut     |            |            |            |
| Doelmannen    | Doelmannen           | Doelmannen         | Doelmannen | Doelmannen | Doelmannen | Doelmannen | Doelmannen | Doelmannen | Doelmannen | Doelmannen              | Doelmannen | Doelmannen | Doelmannen | Doelmannen |
| ------------- | -------------------- | ------------------ | ---------- | ---------- | ---------- | ---------- | ---------- | ---------- | ---------- | ----------------------- | ---------- | ---------- | ---------- | ---------- |
| -             | Vlag van Nederland   | Bob Nieuwenhout    | –          | 0          | 0          | 0          | –          | 0          | 2e         | De Volewijckers         | –          |            |            |            |
| -             | Vlag van Nederland   | Peter Gerards      | –          | 2          | 6          | 1          | –          | 3          | 2e         | PSV                     | –          |            |            |            |
| -             | Vlag van Nederland   | Jan Veerman        | –          | 0          | 0          | 0          | –          | –          | 1e         | Go Ahead Eagles (Jeugd) | –          |            |            |            |
| Verdedigers   |                      |                    |            |            |            |            |            |            |            |                         |            |            |            |            |
| -             | Vlag van Joegoslavië | Milutin Bajac      | –          | 0          | 2          | 0          | –          | 0          | 2e         | FK Proleter Novi Sad    | –          |            |            |            |
| -             | Vlag van Nederland   | Hans Boender       | –          | 0          | 0          | 0          | –          | 0          | 1e         | MSC (ama)               | –          |            |            |            |
| -             | Vlag van Nederland   | Klaas Drost        | –          | 0          | 4          | 1          | –          | 1          | 6e         | Jeugd                   | –          |            |            |            |
| -             | Vlag van Nederland   | Ben Hendriks       | –          | 6          | 5          | 1          | –          | 7          | 12e        | Zwolsche Boys           | –          |            |            |            |
| -             | Vlag van Nederland   | Puck van der Horst | –          | 0          | 0          | 0          | –          | 0          | 11e        | Vitesse                 | –          |            |            |            |
| -             | Vlag van Nederland   | Rinus Israël       | 28         | 2          | 3          | 0          | 31         | 2          | 1e         | Excelsior               | –          |            |            |            |
| -             | Vlag van Nederland   | Lody Kragt         | –          | 0          | 0          | 0          | –          | 0          | 8e         | Emmeloord (ama)         | –          |            |            |            |
| -             | Vlag van Nederland   | Ben Schubert       | –          | 1          | 5          | 0          | –          | 1          | 5e         | Huizen (ama)            | –          |            |            |            |
| -             | Vlag van Nederland   | Ben Spanhaak       | –          | 0          | 0          | 0          | –          | 0          | 10e        | Jeugd                   | –          |            |            |            |
| -             | Vlag van Nederland   | Jan Veenstra       | –          | 1          | 3          | 1          | –          | 2          | 2e         | Go Ahead Eagles         | –          |            |            |            |
| -             | Vlag van Nederland   | René IJzerman      | 31         | 3          | 4          | 0          | 35         | 3          | 4e         | Jeugd                   | –          |            |            |            |
| Middenvelders |                      |                    |            |            |            |            |            |            |            |                         |            |            |            |            |
| -             | Vlag van Nederland   | Ype Hamming        | 33         | 3          | 5          | 0          | 38         | 3          | 1e         | Jeugd                   | –          |            |            |            |
| -             | Vlag van Nederland   | Jan Hendriksen     | 0          | 3          | 0          | 0          | -          | 3          | 1e         | Jeugd                   | –          |            |            |            |
| -             | Vlag van Nederland   | Bas Koekoek        | –          | 0          | 0          | 0          | –          | –          | 2e         | Jeugd                   | –          |            |            |            |
| -             | Vlag van Nederland   | Tjeerd van 't Land | –          | 0          | 4          | 1          | –          | 1          | 1e         | Seattle Sounders        | –          |            |            |            |
| -             | Vlag van Nederland   | Bob Meijer         | –          | 0          | 0          | 0          | –          | 0          | 2e         | Jeugd                   | –          |            |            |            |
| -             | Vlag van Nederland   | Freek Schutten     | –          | 1          | 2          | 0          | –          | 1          | 7e         | Zwolsche Boys           | –          |            |            |            |
| Aanvallers    |                      |                    |            |            |            |            |            |            |            |                         |            |            |            |            |
| -             | Vlag van Uruguay     | Yuri Banhoffer     | –          | 8          | 5          | 3          | –          | 11         | 1e         | Los Angeles Aztecs      | –          |            |            |            |
| -             | Vlag van Nederland   | Joop Leidekker     | –          | 0          | 0          | 0          | –          | 0          | 2e         | N.E.C.                  | –          |            |            |            |
| -             | Vlag van Joegoslavië | Slobodan Lukac     | –          | 0          | 0          | 0          | –          | 0          | 2e         | FK Proleter Novi Sad    | –          |            |            |            |
| -             | Vlag van Nederland   | Jan van Renswouw   | –          | 0          | 0          | 0          | –          | 0          | 1e         | EVV                     | –indhoven  |            |            |            |
| -             | Vlag van Nederland   | Cees van Slooten   | –          | 13         | 2          | 0          | –          | 13         | 1e         | FC Amsterdam            | –          |            |            |            |
| -             | Vlag van Nederland   | Jan Verheijen      | 33         | 8          | 5          | 0          | 38         | 8          | 3e         | Jeugd                   | –          |            |            |            |
| Nr.           | Nat.                 | Naam               | W          |            | W          |            | W          |            | Seizoen    | Vorige club             | Debuut     |            |            |            |
| Nr.           | Nat.                 | Naam               | Competitie | Competitie | Beker      | Beker      | Totaal     | Totaal     | Seizoen    | Vorige club             | Debuut     |            |            |            |

### Technische staf
| Naam         | Functie      |
| ------------ | ------------ |
| Hans Alleman | Hoofdtrainer |

## Statistieken PEC Zwolle 1975/1976

### Eindstand PEC Zwolle in de Nederlandse Eerste divisie 1975 / 1976
| Stand | Gespeeld | Gewonnen | Gelijk | Verloren | Punten | Doelpunten voor | Doelpunten tegen |
| ----- | -------- | -------- | ------ | -------- | ------ | --------------- | ---------------- |
| 6e    | 36       | 14       | 14     | 8        | 42     | 51              | 35               |

### Topscorers
| #      | Naam             | Goal |
| ------ | ---------------- | ---- |
| 1.     | Cees van Slooten | 13   |
| 2.     | Yuri Banhoffer   | 8    |
| 2.     | Jan Verheijen    | 8    |
| 4.     | Ben Hendriks     | 6    |
| 5.     | Ype Hamming      | 3    |
| 5.     | Jan Hendriksen   | 3    |
| 5.     | René IJzerman    | 3    |
| 8.     | Peter Gerards    | 2    |
| 8.     | Rinus Israël     | 2    |
| 10.    | Ben Schubert     | 1    |
| 10.    | Freek Schutten   | 1    |
| 10.    | Jan Veenstra     | 1    |
| Totaal | Totaal           | 51   |

| #      | Naam               | Goal |
| ------ | ------------------ | ---- |
| 1.     | Yuri Banhoffer     | 3    |
| 2.     | Klaas Drost        | 1    |
| 2.     | Ben Hendriks       | 1    |
| 2.     | Peter Gerards      | 1    |
| 2.     | Tjeerd van 't Land | 1    |
| 2.     | Jan Veenstra       | 1    |
| Totaal | Totaal             | 8    |

### Punten per speelronde
| Speelronde | 1 | 2 | 3 | 4 | 5 | 6 | 7 | 8 | 9 | 10 | 11 | 12 | 13 | 14 | 15 | 16 | 17 | 18 | 19 | 20 | 21 | 22 | 23 | 24 | 25 | 26 | 27 | 28 | 29 | 30 | 31 | 32 | 33 | 34 | 35 | 36 |
| ---------- | - | - | - | - | - | - | - | - | - | -- | -- | -- | -- | -- | -- | -- | -- | -- | -- | -- | -- | -- | -- | -- | -- | -- | -- | -- | -- | -- | -- | -- | -- | -- | -- | -- |
| Punten     | 0 | 0 | 1 | 0 | 2 | 0 | 2 | 2 | 2 | 1  | 0  | 1  | 0  | 2  | 1  | 2  | 1  | 1  | 2  | 2  | 1  | 2  | 1  | 1  | 1  | 2  | 1  | 2  | 1  | 2  | 2  | 1  | 0  | 1  | 0  | 2  |

### Punten na speelronde
| Speelronde | 1 | 2 | 3 | 4 | 5 | 6 | 7 | 8 | 9 | 10 | 11 | 12 | 13 | 14 | 15 | 16 | 17 | 18 | 19 | 20 | 21 | 22 | 23 | 24 | 25 | 26 | 27 | 28 | 29 | 30 | 31 | 32 | 33 | 34 | 35 | 36 |
| ---------- | - | - | - | - | - | - | - | - | - | -- | -- | -- | -- | -- | -- | -- | -- | -- | -- | -- | -- | -- | -- | -- | -- | -- | -- | -- | -- | -- | -- | -- | -- | -- | -- | -- |
| Punten     | 0 | 0 | 1 | 1 | 3 | 3 | 5 | 7 | 9 | 10 | 10 | 11 | 11 | 13 | 14 | 16 | 17 | 18 | 20 | 22 | 23 | 25 | 26 | 27 | 28 | 30 | 31 | 33 | 34 | 36 | 38 | 39 | 39 | 40 | 40 | 42 |

### Stand na speelronde
| Speelronde | 1   | 2   | 3   | 4   | 5   | 6   | 7   | 8   | 9   | 10 | 11  | 12  | 13  | 14  | 15 | 16 | 17 | 18 | 19 | 20 | 21 | 22 | 23 | 24 | 25 | 26 | 27 | 28 | 29 | 30 | 31 | 32 | 33 | 34 | 35 | 36 |
| ---------- | --- | --- | --- | --- | --- | --- | --- | --- | --- | -- | --- | --- | --- | --- | -- | -- | -- | -- | -- | -- | -- | -- | -- | -- | -- | -- | -- | -- | -- | -- | -- | -- | -- | -- | -- | -- |
| Stand      | 16e | 17e | 17e | 17e | 16e | 16e | 14e | 12e | 10e | 9e | 11e | 12e | 13e | 10e | 9e | 8e | 8e | 8e | 8e | 7e | 6e | 5e | 4e | 6e | 6e | 5e | 6e | 3e | 4e | 3e | 3e | 3e | 4e | 4e | 5e | 6e |

### Doelpunten per speelronde
| Speelronde | 1 | 2 | 3 | 4 | 5 | 6 | 7 | 8 | 9 | 10 | 11 | 12 | 13 | 14 | 15 | 16 | 17 | 18 | 19 | 20 | 21 | 22 | 23 | 24 | 25 | 26 | 27 | 28 | 29 | 30 | 31 | 32 | 33 | 34 | 35 | 36 | Totaal |
| ---------- | - | - | - | - | - | - | - | - | - | -- | -- | -- | -- | -- | -- | -- | -- | -- | -- | -- | -- | -- | -- | -- | -- | -- | -- | -- | -- | -- | -- | -- | -- | -- | -- | -- | ------ |
| Doelpunten | 0 | 0 | 2 | 0 | 2 | 0 | 3 | 2 | 2 | 1  | 0  | 1  | 1  | 3  | 1  | 2  | 2  | 0  | 3  | 1  | 1  | 3  | 0  | 1  | 0  | 2  | 0  | 4  | 1  | 2  | 4  | 1  | 1  | 2  | 0  | 3  | 51     |